# Koemaparoe
Cichlasoma bimaculatum, in Suriname Koemaparoe of Krobia genoemd, is een straalvinnige vissensoort uit de familie van de cichliden (Cichlidae). De wetenschappelijke naam van de soort is gepubliceerd in 1758 door Linnaeus in de tiende editie van Systema naturae. De Surinaamse naam Krobia is tamelijk verwarrend omdat er ook een genus Krobia bestaat.
De vis komt van nature voor in noordelijk Zuid-Amerika, vanaf de Caroni in Venezuela tot de Sinnamary in Frans-Guyana; daaronder ook Suriname. Daar komt de soort onder andere in het Brokopondostuwmeer voor. Sinds de jaren 1950 komt hij ook als invasieve soort in Florida voor. De vis wordt tot 12 cm groot en is een weinig kieskeurige omnivoor. De jongen eten vooral kreeftjes en insectenlarven. De volwassen vis eet ook kleinere visjes. De vis kan een lengte van 30 cm bereiken en 20 jaar oud worden.